# Championnat de France de rallycross 2012
Navigation
2011 2013
Le championnat de France de Rallycross 2012 est la 35e édition du championnat de France de Rallycross. Il comporte onze épreuves, réparties dans toute la France métropolitaine.
Au total, 106 pilotes sont engagés, dont 15 en Supercar, 25 en Super 1600, 26 en Division 3, et 40 en Division 4.

## Repères en début de saison

### Supercar

#### Débuts, rachats, départs et retours
- Retour de Martial Barbette sur une nouvelle Renault Mégane III RS après trois ans d'arrêt.
- Première saison de Robert Theuil en Supercar après seulement une course en 2011 à bord de la Volkswagen Golf IV d'Alexandre Theuil qu'il a racheté durant l'intersaison.
- Retour de Dany Moreau qui avait couru en 2010 sur sa Renault Clio II Super 1600.

#### Pilotes et voitures
| Numéro | Pilote                      | Voiture                |
| ------ | --------------------------- | ---------------------- |
| 1      | Samuel Peu                  | Peugeot 207 SuperCars  |
| 2      | Gaëtan Sérazin              | Peugeot 207 SuperCars  |
| 3      | Jérôme Grosset-Janin        | Renault Clio III RS    |
| 4      | Philippe Tollemer           | Citroën C4 WRC         |
| 5      | Fabien Pailler              | Peugeot 207 SuperCars  |
| 7      | Christophe Wilt             | Citroën C4 WRC         |
| 8      | Hervé « Knapick » Lemonnier | Citroën DS3 WRC        |
| 9      | Yves Gallais                | Citroën Saxo Turbo     |
| 10     | Mickaël Poirier             | BMW Série 1            |
| 16     | Jean Juin                   | Peugeot 206 WRC        |
| 17     | Dany Moreau                 | Renault Clio II RS     |
| 22     | Martial Barbette            | Renault Mégane III RS  |
| 23     | Alain Heu                   | Citroën Xsara WRC      |
| 33     | Robert Theuil               | Volkswagen Golf IV WRC |
| 34     | Guillaume Maillard          | Renault Mégane III RS  |
| 13     | Enzo Noël Deslandes         | Citroën DS3            |

### Super 1600

#### Débuts, rachats, départs et retours
- Adeline Sangnier rachète la Citroën C2 S1600 du Champion de France 2010, Steven Bossard.
- Après du Fol'Car et de l'Autocross, Franck Barré rachète la Citroën C2 S1600 de Bernard Riou pour ses débuts en Rallycross France.
- Magali Charbonnier, très connue dans le monde de l'Autocross décide de franchir le cap du rallycross à bord d'une Citroën C2 S1600.
- Emmanuel Martin rachète la Peugeot 206 S1600 de Davy Jeanney.

#### Pilotes et voitures
| Numéro | Pilote              | Voiture               |
| ------ | ------------------- | --------------------- |
| 101    | David Olivier       | Renault Twingo II     |
| 106    | Eric Guillemette    | Renault Clio II S1600 |
| 107    | Fabien Chanoine     | Dacia Sandero S1600   |
| 108    | Mickaël Martin      | Citroën Saxo Kit Car  |
| 109    | Dorian Launay       | Renault Clio II S1600 |
| 110    | Julien Fébreau      | Citroën Saxo Kit Car  |
| 112    | Bernard Renet       | Renault Clio II S1600 |
| 114    | Stéphane De Ganay   | Citroën Saxo Kit Car  |
| 117    | Emmanuel Martin     | Peugeot 206 S1600     |
| 118    | Nicolas Gouriou     | Citroën C2            |
| 119    | Franck Barre        | Citroën C2            |
| 120    | Dominique Le Noac'h | Citroën C2 S1600      |
| 123    | Laurent Chartrain   | Citroën Saxo Kit Car  |
| 124    | Patrick Jarret      | Peugeot 206 S1600     |
| 132    | Christian Liauzu    | Peugeot 206           |
| 135    | Anthony Jan         | Renault Clio II S1600 |
| 138    | Maxime Bachelet     | Peugeot 206 XS        |
| 141    | Patrice Lambert     | Citroën C2 R2         |
| 142    | Magali Charbonnier  | Citroën C2 S1600      |
| 151    | Bernard Poncet      | Citroën Saxo Kit Car  |
| 160    | Adeline Sangnier    | Citroën C2 S1600      |
| 163    | Dominique Gerbaud   | Volkswagen Polo IV    |
| 2169   | Franck Hello        | Citroën Saxo Kit Car  |
| 172    | Jérôme Coeuret      | Peugeot 206 S1600     |
| 175    | Romain Sangnier     | Citroën C2 S1600      |

### Division 3

#### Pilotes et voitures
| Numéro | Pilote              | Voiture                             |
| ------ | ------------------- | ----------------------------------- |
| 301    | Marc Morize         | Peugeot 207 V6 Nissan T3F           |
| 302    | Christophe Saunois  | Toyota Corolla V6 Nissan T3F        |
| 303    | Florent Béduneau    | Mini Cooper V6 Nissan T3F           |
| 304    | Henri Navail        | Citroën DS3 V6 Nissan T3F           |
| 305    | Stéphane Dréan      | Renault Clio III V6 Nissan T3F      |
| 306    | Patrick Guillerme   | Peugeot 307 V6 Nissan T3F           |
| 307    | Kévin Jacquinet     | Nissan Micra V6 Nissan T3F          |
| 309    | Laurent Jacquinet   | Ford Fiesta RS V6 Nissan T3F        |
| 310    | Mathieu Trévian     | Citroën Saxo V6 Nissan T3F          |
| 311    | Yannick Couillet    | Citroën DS3 V6 Nissan T3F           |
| 312    | Christophe Morichon | Opel Astra H GTC V6 Nissan T3F      |
| 313    | Franck Delaunay     | Renault Mégane II V6 Nissan T3F     |
| 315    | Jonathan Pailler    | Peugeot 206 V6 Nissan T3F           |
| 317    | Thierry Bonnart     | Renault Clio II BMW 3.2 T3F         |
| 318    | Patrick Briffaud    | Renault Mégane III V6 Nissan T3F    |
| 319    | Rodolphe Audran     | BMW Série 1 3.0 T3F                 |
| 323    | Christophe Pascal   | Renault Mégane III RS V6 Nissan T3F |
| 327    | Xavier Briffaud     | Renault Clio III V6 Nissan T3F      |
| 329    | Roger Février       | Citroën C4 V6 Nissan T3F            |
| 330    | Jack Brinet         | Nissan 350Z V6 Nissan T3F           |
| 342    | Guy Moreton         | Peugeot 207 V6 Nissan T3F           |
| 344    | Franck Pelhatre     | Renault Mégane II V6 Nissan T3F     |
| 369    | Evan Libner         | BMW Série 1 T3F                     |
| 373    | Joaquim Martins     | Škoda Fabia V6 Nissan T3F           |
| 388    | Patrice Avril       | Toyota Auris I V6 T3F               |
| 399    | Franck Hardonnière  | Suzuki Swift BMW 3.2 T3F            |

### Division 4

#### Pilotes et voitures
| Numéro | Pilote                | Voiture                           |
| ------ | --------------------- | --------------------------------- |
| 403    | David Vincent         | Renault Clio III F2000            |
| 407    | Nicolas Bezard        | Honda Civic 7 Type R F2000        |
| 409    | Rudolf Schafer        | Citroën Saxo VTS 16V F2000        |
| 410    | Gauthier Le Corre     | Citroën Xsara Coupé VTS 16V F2000 |
| 411    | Emanuel Anne          | Renault Clio II Maxi F2000        |
| 412    | Christophe Barbier    | Peugeot 206 S16 F2000             |
| 413    | Jean-Luc Durel        | Renault Clio II F2000             |
| 414    | Cyril Bazzali         | Renault Clio I F2000              |
| 415    | Antoni Masset         | Renault Clio III F2000            |
| 416    | Laurent Varrier       | Peugeot 205 GTI 1.6 F2000         |
| 417    | Guillaume Rouillard   | Citroën Saxo Kit Car F2000        |
| 418    | Bertrand Giradot      | Honda S2000 F2000                 |
| 420    | Stéphane Leroy        | Peugeot 206 RC F2000              |
| 421    | Sébastien Jameas      | Peugeot 206 GT F2000              |
| 422    | Christophe Rio        | Renault Clio I Williams           |
| 423    | Lionel Lamendour      | Citroën Saxo VTS 16V F2000        |
| 424    | Éric François         | Peugeot 306 S16 F2000             |
| 425    | Dominique Derrien     | Renault Clio III F2000            |
| 426    | Mickaël Le Noac'h     | Peugeot 306 Maxi                  |
| 427    | Franck Naud           | BMW 318 Compact F2000             |
| 429    | Nicolas Bothorel      | Citroën C4 F2000                  |
| 435    | Sébastien Guillemaud  | Peugeot 306 S16 F2000             |
| 446    | Frédéric Seigneur     | Citroën Xsara Coupé VTS 16V F2000 |
| 440    | Xavier Le Hir         | Peugeot 207 F2000                 |
| 441    | Gilles Lambert        | Honda Civic 7 Type R F2000        |
| 444    | Stéphane Depelsenaire | Peugeot 206 S16 F2000             |
| 446    | Sébastien Le Ferrand  | Peugeot 306 Maxi F2000            |
| 453    | Guillaume Pinson      | Renault Clio III F2000            |
| 455    | Jean Joannin          | Seat Ibiza II 16V F2000           |
| 456    | Lionel Mercier        | Peugeot 205 GTI F2000             |
| 458    | Bertrand Perraudin    | Citroën C2 R2 F2000               |
| 460    | Laurent Delmote       | Peugeot 206 S16 F2000             |
| 466    | Jimmy Terpereau       | Audi A3 I F2000                   |
| 474    | Lionel Henocq         | Peugeot 306 Maxi F2000            |
| 476    | Steven Lefrançois     | Peugeot 206 RC F2000              |
| 477    | Aymeric Armange       | Citroën Saxo VTS 16V F2000        |
| 487    | Grégory Pain          | Renault Clio III F2000            |
| 488    | Yoann Tirel           | Peugeot 306 Maxi F2000            |
| 496    | David Henri           | Citroën C4 F2000                  |
| 498    | Sylvain Bout          | Peugeot 206 S16 F2000             |

## Réglementation
Depuis 2012, le plus mauvais résultat des onze épreuves est décompté en fin de saison.

## Épreuves de la saison 2012
| \| Dreux / Dreux 2 Essay / Normandie Mayenne Kerlabo Lessay Pont de Ruan Châteauroux Faleyras \| Localisation des épreuves du championnat 2012. |
| Dreux / Dreux 2 Essay / Normandie Mayenne Kerlabo Lessay Pont de Ruan Châteauroux Faleyras                                                      |

Onze courses sont prévues pour la saison 2012, soit le même nombre que la saison passé. Cependant, Essay est choisi pour ouvrir et clore le championnat à la place de Dreux. La seconde épreuve, celle de Dreux fait aussi partie du cadre du championnat d'Europe de rallycross.
| Manche | Date                        | Épreuve                        |
| ------ | --------------------------- | ------------------------------ |
| #001   | 14 et 15 avril 2012         | Épreuve des Ducs               |
| #002   | 28 et 29 avril 2012         | Épreuve de Dreux               |
| #003   | 12 et 13 mai 2012           | Épreuve de Faleyras-Gironde    |
| #004   | 9 et 10 juin 2012           | Épreuve de Châteauroux-St Maur |
| #005   | 30 juin et 1er juillet 2012 | Épreuve de Sarthe              |
| #006   | 14 et 15 juillet 2012       | Épreuve de Lessay              |
| #007   | 28 et 29 juillet 2012       | Épreuve de Kerlabo-Cohiniac    |
| #008   | 1er et 2 septembre 2012     | Épreuve de Lohéac              |
| #009   | 15 et 16 septembre 2012     | Épreuve de Mayenne             |
| #010   | 29 et 30 septembre 2012     | Épreuve de Dreux 2             |
| #011   | 13 et 14 octobre 2012       | Épreuve de Normandie           |

## Déroulement de la saison et faits marquants du championnat

### Épreuve de Normandie
| Supercar                       | Super 1600                             | Division 3                                    | Division 4                        |
| ------------------------------ | -------------------------------------- | --------------------------------------------- | --------------------------------- |
| Fabien Pailler Peugeot 207 WRC | Laurent Chartrain Citroën Saxo Kit-Car | Christophe Saunois Toyota Corolla E120 V6 T3F | David Vincent Renault Clio III RS |